# Dr. C. Soldan

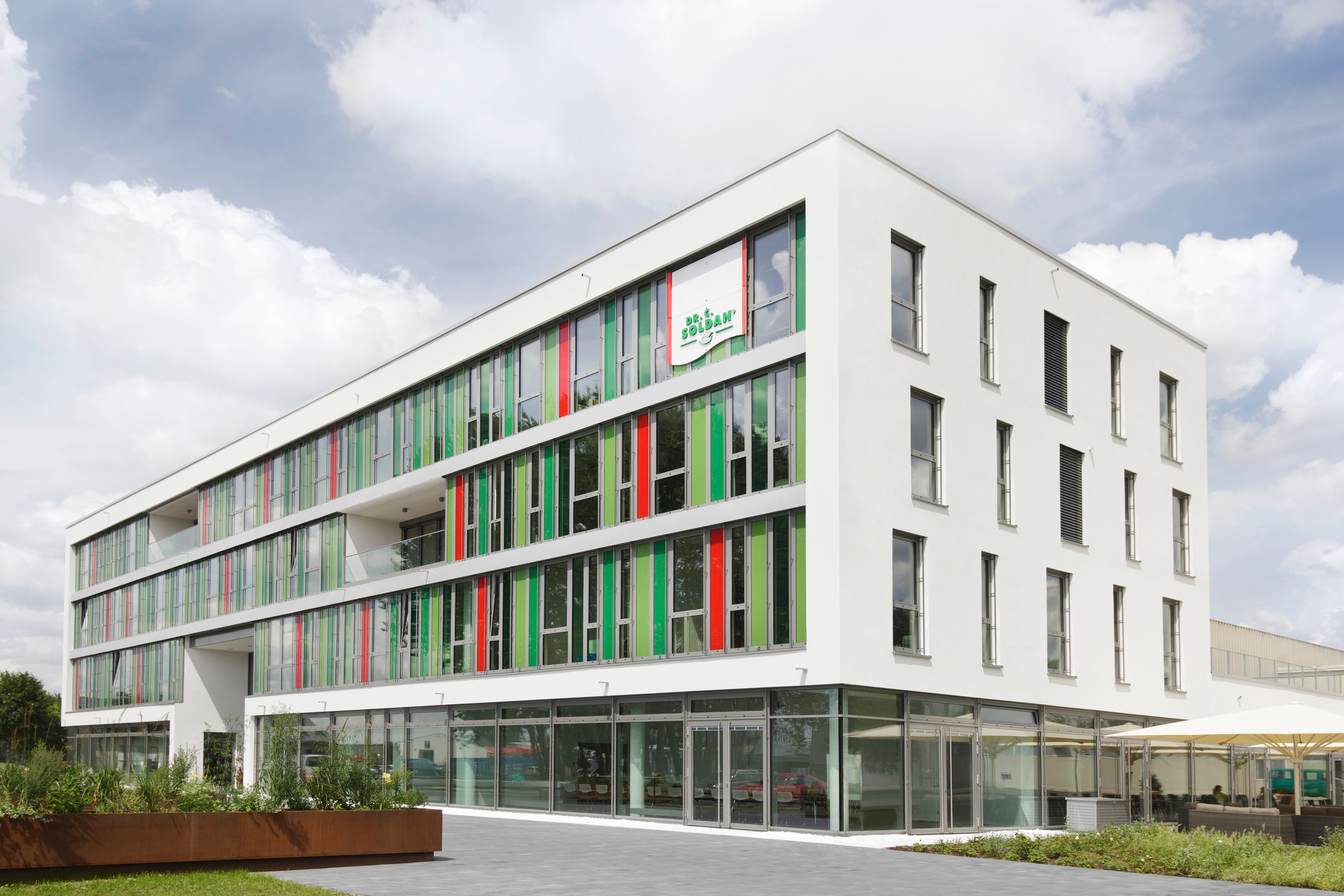
Verwaltung Dr. C. Soldan in Adelsdorf

Die Dr. C. Soldan GmbH (Eigenschreibweise Dr. C. SOLDAN) ist ein deutsches Unternehmen der Süßwarenindustrie mit Sitz in Adelsdorf, das auf den Nürnberger Apotheker Dr. Carl Soldan zurückgeht.
Das Familienunternehmen beschäftigte 2019/2020 nach eigenen Angaben rund 220 Mitarbeiter und erzielte einen Umsatz von 81,2 Millionen Euro. Pro Jahr produziert Dr. C. Soldan rund 4.500 Tonnen Bonbons.

## Geschichte
Im Sommer 1899 eröffnete der Apotheker Carl Soldan (1871–1931) am Hefnersplatz in Nürnberg eine „Medizinaldrogerie“ und Parfümerie. Später wurde eine Großhandlung für Verbandsstoffe und Drogeriebedarf angegliedert.
1923 entwickelte Soldan die Em-eukal-Bonbonrezeptur mit Eukalyptus und Menthol. 1928 gründete er eine Gesellschaft mit beschränkter Haftung unter der Firma Dr. C. Soldan und erwarb 1929 eine Lebkuchen- und Süßwarenfabrik an der Herderstraße im Stadtteil Doos. Nach einem Umbau des Fabrikgebäudes verlegte er die Produktion der Em-eukal-Bonbons dorthin.
1941 – nun unter Leitung von Hermann Soldan – übernahm die Dr. C. Soldan GmbH die „arisierten“ Nürnberger Hercules-Werke AG und wandelte sie 1944 in eine GmbH um. Ebenfalls in den 1940er Jahren erwarb das Unternehmen die Druckerei Frankendruck, die zunächst Bonbontüten produzierte und später Aufträge für AEG, Grundig und Quelle annahm.
1960 wurde die Produktion aus Platzgründen nach Adelsdorf verlegt. Auf einer Fläche von ca. 10.000 Quadratmetern werden dort Bonbons, Arzneimittel und andere Süßwaren (Fruchtsaftbären, Gummidrops usw.) auf sechs Produktionslinien produziert und verpackt.
Seit 1962 besitzt das Unternehmen die pharmazeutische Herstellungserlaubnis gemäß Arzneimittelgesetz, die heute EU-weite Gültigkeit hat.
1972 wurde die Marke Kinder Em-eukal entwickelt.
In den 1980er Jahren war die Druckerei Frankendruck der gewinnstärkste Bereich des Unternehmens. Es betrieb zudem bis zu neun Parfümerie-Filialen in Nürnberg, Lauf und Neumarkt. Seit 1989 bietet das Unternehmen unter anderem zuckerfreie Bonbons auf Basis des Zuckeraustauschstoffes Isomalt an. Seit 2004 wird auch der Süßstoff Sucralose genutzt.
2005 starb Felix Soldan, der das Unternehmen in dritter Generation geführt hatte. Nachfolger wurde sein Sohn Perry Soldan. Wegen der wachsenden Konkurrenz durch Drogerie-Ketten wurden die Parfümerien 2005 geschlossen. Die Druckerei wurde 2007 aufgegeben. Von 2005 bis 2009 halbierte das Unternehmen seine Mitarbeiterzahl auf 190 Beschäftigte.
Wegen sinkender Absatzzahlen konzentrierte das Unternehmen ab Anfang 2008 sein Marketing auf „Em-eukal“. Die Marken „Em-herbal“ und „Em-fital“ wurden eingestellt. In einem Marken-Relaunch wurden Schriftzüge und Beuteldesigns an eine „Ein-Marken-Strategie“ angepasst, nur „Kinder Em-eukal“ war davon nicht betroffen. Neben den Apotheken richtete sich die Vermarktung nun auch auf den Lebensmitteleinzelhandel sowie den Convenience- und Massenmarkt. Innerhalb eines Jahres stieg der Umsatz in den Apotheken um elf Prozent; der Marktanteil stieg in zwei Jahren bis November 2009 um 4,9 Prozent. Im Jahr 2009 exportierte das Unternehmen vier Prozent seiner Produktion.
2014 bezog das Unternehmen ein neu errichtetes Verwaltungsgebäude in Adelsdorf. Nach eigenen Angaben erhielt das Unternehmen das IFS-Zertifikat „Higher Level“ sowie das europäische GMP-Zertifikat. Seit September 2020 ist das Familienunternehmen für die Verarbeitung von Medizinprodukten zertifiziert.
Dr. C. Soldan unterstützt mehrere Projekte: Im November 2016 eröffnete die Caritas Erlangen mithilfe einer Unternehmensspende das Kontaktcafé Adelsdorf, einen Ort für neue Begegnungen. Der Caritas wurde die Unterstützung langfristig zugesagt, wie auch dem Gewaltpräventionsprojekt „Trommelpower – Musik für ein besseres Miteinander“ des Sonderfonds für Kinder der Bürgerstiftung Erlangen. Seit 2017 werden außerdem die Hilfsorganisation Apotheker ohne Grenzen und seit 2020 die Lungenstiftung Bremen unterstützt.

## Marken
Neben Em-eukal und Kinder Em-eukal ist Dr. C. Soldan auch Markeninhaber von Em-eukal Gummidrops, aecht Bayrischer Blockmalz, Original Bärengarten und Rheila, seit September 2022 auch der Marke Krügerol. Zudem vertreibt das Unternehmen die Marke Tex-Schmelz in Apotheken und Drogerien und produziert für Auftraggeber aus der Pharmaindustrie, der Lebensmittelindustrie und dem Handel Hartkaramellen, pharmazeutische Produkte und Gießartikel.